# Otto Redlich (Chemiker)
Otto Redlich (geboren 4. November 1896 in Wien, Österreich-Ungarn; gestorben 14. August 1978 in Berkeley) war ein austroamerikanischer Physikochemiker und Chemieingenieur. Er war unter anderem an der Entwicklung der Zustandsgleichung von Redlich-Kwong beteiligt.

## Leben
Redlich wurde 1896 in Wien geboren. Er ging in Wien im Bezirk Döbling zur Schule. Nach dem Abitur 1915 trat er in die österreichisch-ungarische Armee ein und diente im Ersten Weltkrieg als Artillerieoffizier hauptsächlich an der italienischen Front. Er wurde im August 1918 verwundet und kam in Kriegsgefangenschaft. Erst im Jahre 1919 kam er zurück nach Wien. Er studierte Chemie und promovierte im Jahr 1922 mit einer Arbeit zum Gleichgewicht von Salpetersäure, Salpetriger Säure und Stickstoffmonoxid. Redlich arbeitete für ein Jahr in der Industrie und kam dann zu Emil Abel an die Universität Wien. Er wurde Dozent im Jahr 1929 und Professor im Jahr 1937. Während dieser Zeit hat er die Teller-Redlich-Isotopen-Produkt-Regel entwickelt. Nachdem Österreich durch den sogenannten Anschluss im März 1938 zu einem Teil Nazi-Deutschlands wurde, verloren bei der Umsetzung der Nürnberger Gesetze alle staatlichen beschäftigten Juden ihre Arbeitsplätze, darunter Wissenschaftler. Wie viele andere Wissenschaftler versuchte Redlich, Österreich zu verlassen.
Mit Hilfe von ausländischen Wissenschaftlern konnte er im Dezember 1938 in die Vereinigten Staaten emigrieren. Er hielt Vorträge an mehreren Universitäten und traf Gilbert N. Lewis und Linus Pauling. Harold Urey half ihm, eine Position an der Washington State University zu bekommen. Im Jahr 1945 verließ er das College und begann in der Industrie arbeiten, bei Shell Development Co. in Emeryville, Kalifornien. Er veröffentlichte seine Arbeit über die Verbesserung der idealen Gasgleichung 1949, heute als die Redlich-Kwong-Zustandsgleichung bekannt.
Im Jahr 1962 verließ Redlich Shell und erhielt eine Stelle an der University of California in Berkeley. 1978 starb er in Kalifornien.

## Schriften
- Gilbert Newton Lewis und Merle Randall: Thermodynamik und die freie Energie chemischer Substanzen. Übersetzt und mit Zusätzen und Anmerkungen versehen von Otto Redlich. J. Springer, Wien 1927.